# Kaldorf (Beilngries)
Kaldorf ist ein Ortsteil der Stadt Beilngries im oberbayerischen Landkreis Eichstätt.

## Lage
Der Weiler liegt auf der Hochfläche der südlichen Frankenalb nordwestlich des Gemeindesitzes Beilngries. Von dort aus führt über Hirschberg eine Straße nach Kaldorf, die in Richtung Westen nach Wiesenhofen, einem weiteren Stadtteil von Beilngries, weitergeht.

## Geschichte
Die erste urkundliche Erwähnung erfährt Kaldorf 1305 im Gaimersheimer Schiedsspruch; in der Auseinandersetzung des Eichstätter Bischofs mit Bayern um das Hirschberger Erbe wurde das Dorf den Herzögen von Bayern zugesprochen. Die Leheninhaber der Vogtei über das Dorf sind seit dem 15. Jahrhundert namentlich bekannt: 1413 war dies Erhard Marschalk, 1439 Werner Marschalk und 1449 das Benediktinerinnenkloster Kühbach. Letzteres erhielt noch im gleichen Jahr von Herzog Albrecht die Vogtei zu Eigen; das Kloster war wahrscheinlich bereits seit dem 11. Jahrhundert im Besitz der Grundherrschaft über den Großteil des Dorfes. 1493 verkaufte das Kloster seine vier Güter im Dorf und die Vogtei an Bischof Wilhelm von Reichenau. Damit erweiterte sich der bischöfliche Besitz im Dorf; bischöfliche Güter waren an die Marschalke von Hirschberg verlehnt. Weitere Adelslehen besaßen sowohl die Schenken von Stossenberg als auch die Emmendorfer, deren Besitz auf die Absberger zu Rumburg überging. Zwei Anwesen waren 1493 bäuerlicher Eigenbesitz. Diese Besitzverhältnisse blieben über die Jahrhunderte bis zur Säkularisation 1802 unverändert. 
Kaldorf bildete zusammen mit dem Nachbarort Wiesenhofen eine Gemeinde. 1954 wurde eine Flurbereinigung durchgeführt. Am 1. Januar 1972 wurde die Gemeinde Wiesenhofen mit Kaldorf im Zuge der bayerischen Gebietsreform in die Stadt Beilngries eingemeindet. 1983 gab es bei 42 Einwohnern sechs landwirtschaftliche Nebenerwerbsbetriebe und eine Gasthof.

## Feldkapelle

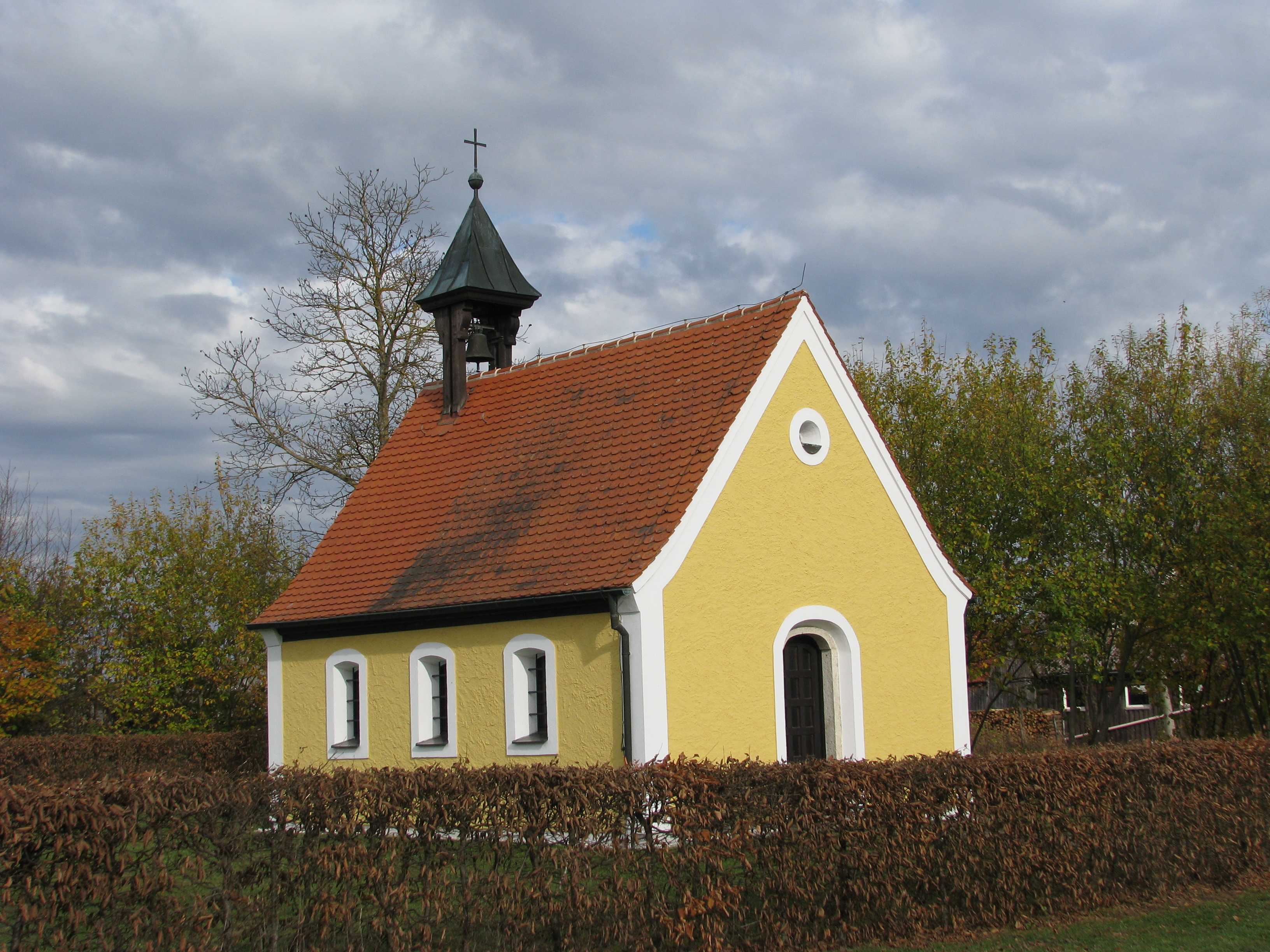
Feldkapelle

In einer im 18. Jahrhundert errichteten Feldkapelle stand laut Hofmann/Mader eine bemalte Holzfigur des heiligen Sebastian, eine „gute Arbeit um 1500“.

## Vereine
- Obst- und Gartenbauverein Wiesenhofen-Kaldorf